# اقتصاد كلاسيكي

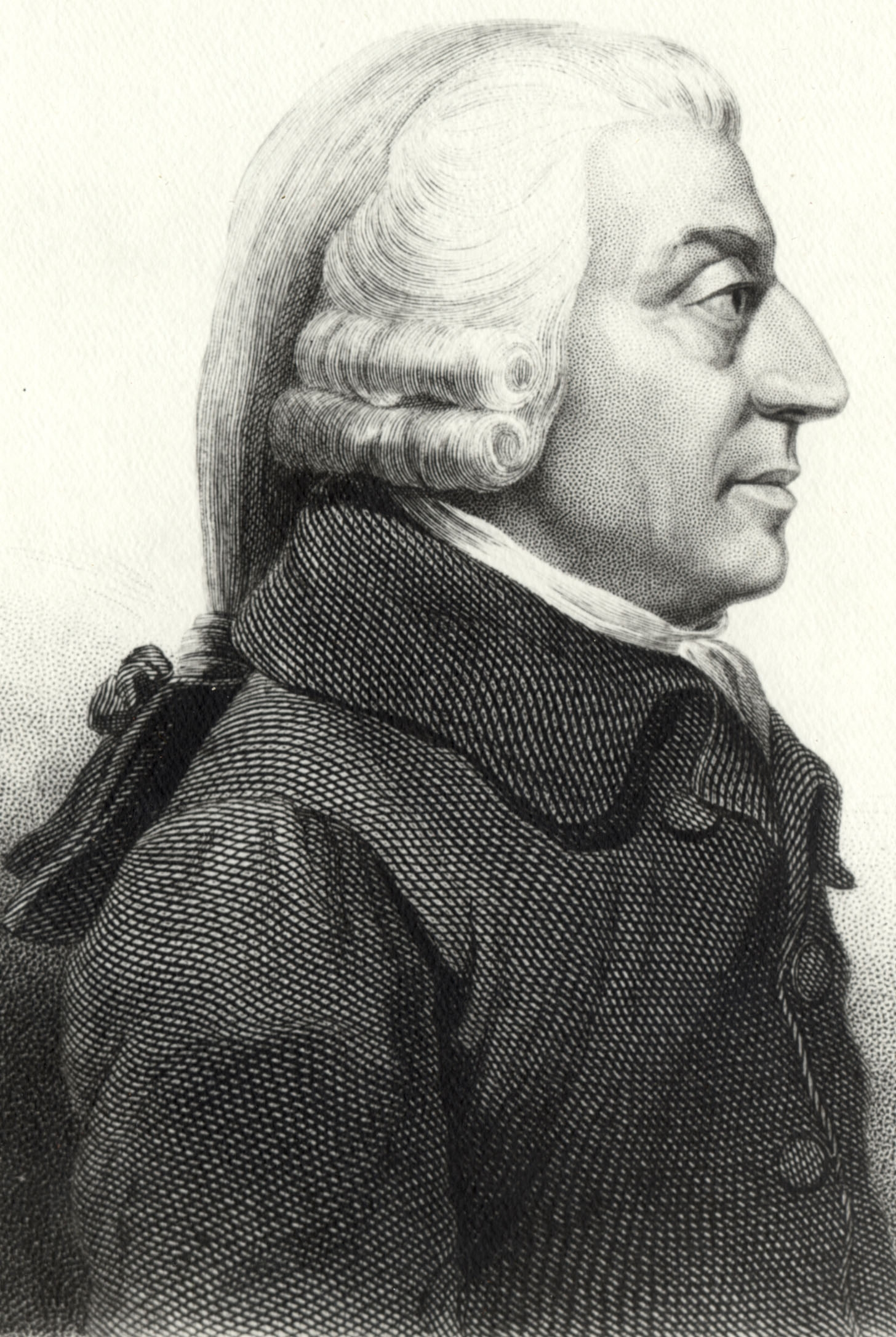

الاقتصاد الكلاسيكي (المعروف أيضا باسم الاقتصاد الليبرالي) يؤكد أن الأسواق تعمل بشكل أفضل بحد ادنى من التدخل الحكومي. تم تطويره في أواخر القرن 18 وأوائل القرن 19 من قبل آدم سميث، جان باتيست سأي، ديفيد ريكاردو، توماس روبرت مالتوس و جون ستيوارت ميل. وجد العديد من الكتاب فكرة السوق الحرة لآدم سميث فكرة أكثر إقناعا من الحمائية التي كانت منتشرة في ذلك الوقت.

## نبذة
عادة ما يعتبر كتاب ثروة الأمم لآدم سميث (المؤلف سنة 1776) علامة بداية الاقتصاد الكلاسيكي. الرسالة الأساسية لهذا الكتاب المؤثر هي أن ثروة الأمم لا تقوم على الذهب والفضة ولكن على التبادل التجاري: عندما يتفق طرفان بحرية على مقايضة أو تبادل بضاعة ذات القيمة لان كليهما يرى فائدة في عملية التبادل، تزداد الثروة الجملية للمجتمع. الاقتصاد الكلاسيكي يختلف اساسا عن الرؤية الليبرتارية للاقتصاد في رؤية دور الدولة في توفير الخدمات العامة: سميث يعترف بتفوق الدولة على السوق الحرة في خدمة الصالح العام، ويرى انه من الطبيعي ان يتحمل المواطنون الأكثر قدرة على الدفع جانبا أكبر من تكاليف الخدمات العامة.
لاحظ علماء الاقتصاد الكلاسيكيون أن للاسواق القدرة على التنظيم الذاتي إذا كانت المعاملات السوقية خالية من الإكراه. يستخدم سميث عبارة «اليد الخفية» كتعبير مجازي عن هذه الفكرة، والتي يمكن اختزالها في أن الحوافز الخاصة تتماشى مع الصالح العام عندما تكون شروط المنافسة موجودة. يحذر آدم سميث بشدة من مخاطر الاحتكار، ويشدد على أهمية المنافسة معيارا لتستطيع السوق تحقيق التوزيع الأكفأ.
الاقتصاد الكلاسيكي مختلف عن الاقتصاد الكينزي الذي يدعم سياسات مثل الانفاق رغم عجز الميزانية، السيطرة على المعروض النقدي، الضريبة التصاعدية لمواجهة الركود والامساواة في الدخل. معظم علماء الاقتصاد الكلاسيكي يرفضون هاته الأفكار، يؤكدون أن تدخل الدولة لا ينعش الكساد القتصادي، بل يساهم في درجته. وعلى عكس علماء الاقتصاد السائد، يرى الكلاسيكيون تدخل الحكومة في الاقتصاد سببا في الكساد الكبير بالولايات المتحدة.
للاقتصاد الكلاسيكي جملة من الفرضيات اهمها مرونة الأسعار في ما يخص السلع والأجور. والتوقع بأن العرض يمكن أن يخلق الطلب الخاص به – وبعبارة أخرى، أن مجمل الإنتاج سيولد دخلا كافيا للسماح بناتجه ان تشترى. يعتبر نموذج تي فورد بمثابة مثالا لهذه النظرية، ويمكن عندما يتم إنتاج سلع ذات فائدة للمستهلك وبيعها بأسعار معقولة تفرضها السوق.
يؤمن العديد من علماء الاقتصاد الكلاسيكي بمعيار الذهب ويرون أن انتشار استخدام النقود الورقية يفسر عدم نجاح الاقتصاد الكلاسيكي في فهم التاثيرات الاقتصادية في المدى القصير.

## تاريخ
انتج علماء الاقتصاد الكلاسيكي ما يعرف بـ«الديناميكية الرائعة» خلال الفترة التي تحول فيها نظام الإقطاع إلى الرأسمالية والتي أدت فيها الثورة الصناعية إلى تغييرات واسعة في المجتمع. أثارت هاته التغييرات تسؤالات حول كيفية تنظيم المجتمع حول نظام يسعى فيه الفرد لفائدته (المادية) الخاصة. شعبويا، يرتبط الاقتصاد السياسي الكلاسيكي أساسا بفكرة أن الأسواق الحرة يمكن أن تنظم نفسها.
غير علماء الاقتصاد الكلاسيكي علم الاقتصاد من تحليل للفائدة المباشرة للحاكم إلى تحليل للمصلحة الوطنية بصفة عامة. آدم سميث، والفيزيوقراطي فرانسوا كيناي، على سبيل المثال، حدداثروة الأمم قياسا على الدخل السنوي القومي بدلا من بيت مال الملك. يرى سميث أن هذا الدخل ينتجه العمل، ا لأرض ورأس المال. بما أن حقوق الملكية للأراضي ورأس المال تعود للأفراد، فان الوطني الدخل تنقسم بين العمال، الملاك والرأسماليين في شكل الأجور، الإيجار، والفائدة أو الأرباح.
يعرف هينري جورج احيانا بانه اخر علماء الاقتصاد الكلاسيكيين أو كجسر نحو النظريات الاقتصادية الموالية. وثق عالم الاقتصاد ميسون جافني مصادر أصلية  لتأكيد أطروحته أن الاقتصاد الكلاسيكي الجديد نشأ نتيجة تضافر الجهود لقمع الأفكار الاقتصاد الكلاسيكي،  وعلى وجه الخصوص افكار هنري جورج.

### في العصر الحالي
من المتفق عليه ان الاقتصاد الكلاسيكي تطور إلى الاقتصاد الكلاسيكي الجديد - كما توحي التسمية - أو على الأقل ان أكثر اساسياته وافكاره لازالت تتواجد في ساحة علم الاقتصاد الحديث من خلال الاقتصاد الكلاسيكي الجديد. مع ذلك فإن أفكارا أخرى، اختفت من الخطاب الكلاسيكي الجديد أو تم استبدالها بالاقتصاد الكينزي في الثورة الكينزية و التوليف الكلاسيكي الجديد ‏. بعض الأفكار الكلاسيكية لازالت ممثلة في مختلف المدارس من الاقتصاد البدعي، وخاصة الاقتصاد الماركسي والجورجي -باعتبار ان كارل ماركس وهينري جورج يعتبران من معاصرى علماء الاقتصاد الكلاسيكي - والاقتصاد النمساوي، الذي انقسم من الاقتصاد الكلاسيكي الجديد في أواخر القرن ال19.

## النظريات الكلاسيكية في النمو والتنمية
ركز الاقتصاد الكلاسيكي على تحليل نمو ثروة الأمم والدعوة إلى سياسات لتعزيز هذا النمو.قدم كل من جون هيكس وصموئيل هولاندر، نيكولاس كالدور، لويجي ل. باسينيتي، وبول سامويلسون  نماذج رسمية كجزء من تفاسيرهم الخاصة للاقتصاد السياسي الكلاسيكي.

## النظرية القيمية
وضع علماء الاقتصاد الكلاسيكيون نظرية القيمة، أو السعر، للتحقيق في الديناميات الاقتصادية. عرض  وليام بيتي تمييزا أساسيا بين سعر السوق والسعر الطبيعي لتسهيل تصوير التغيرات في الأسعار. أسعار السوق تتغير بسبب العديد من التأثيرات العابرة التي يصعب تفسيرها نظريا. الاسعار الطبيعية تعكس قوى منتظمة ومتواصلة في اطار زمني معيين. تميل أسعار السوق دائما نحو الاسعار الطبيعية في عملية وصفها سميث بأنها تشبه إلى حد ما الجاذبية في الفيزياء.

## النظرية النقدية
كان هناك خلاف موثق بين علماء الاقتصاد الكلاسيكي البريطانيين في القرن التاسع عشر بين المدرسة البنكية ومدرسة العملة البريطانية (Currency School). هذا الخلاف شبيه بالخلاف الحديث بين المدافعين عن نظرية المال الداخلي مثل نيكولاس كالدور من ناحية، والمدافعين عن المدرسة النقدية مثل ميلتون فريدمان من ناحية أخرى. يرى المدافعون عن المدرسة النقدية، ومن قبلهم المدافعون عن مدرسة العملة، ان البنوك بامكانها، بل يجب عليها، التحكم في المعروض النقدي. حسب نضرياتهم فإن التضخم نتيجة لزيادة مشطّة في المعروض المالي من قبل البنوك. من ناحية أخرى، يرى المدافعون عن نضرية المال الداخلي ان المعروض النقدي يتأقلم مع الطلب، ولا يمكن للبنوك سوى التاثير في الشروط والاحكام المتعلقة بالقروض (مثل سعر الفائدة).

## اقرأ أيضًا
- الليبرالية الكلاسيكية
- اقتصاديات تقليدية محدثة
- الاقتصاد السياسي